# Ophioplinthaca crassa
Ophioplinthaca crassa är en ormstjärneart som beskrevs av Hubert Lyman Clark 1939. Ophioplinthaca crassa ingår i släktet Ophioplinthaca och familjen knotterormstjärnor. Inga underarter finns listade i Catalogue of Life.